# 음모론

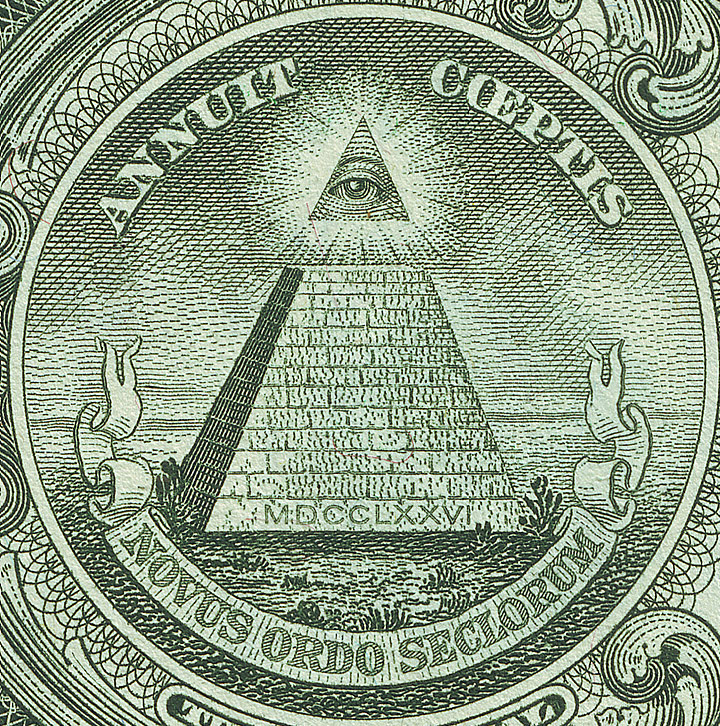
흔히 일루미나티와 연관되는 상징인 눈 달린 삼각형.

음모론(陰謀論, 영어: conspiracy theory)은 사회에 큰 반향을 일으킨 사건의 명확하지 않은 원인에 대해, 배후에 거대한 권력조직이나 비밀스런 단체가 있다고 해석하는 것을 말한다.
비판자들은 음모론이 일반적으로 정확한 정보를 듣기 힘든 격동기나 혼란기에 많이 유포되는 경향이 있는 비이성적 현상이라고 지적한다. 반면 미국의 언어학자 촘스키는 "음모론이란 이제 지적인 욕설이 되었다. 누군가 세상의 일을 좀 자세히 알려고 할 때 그걸 방해하고자 하는 사람이 들이대는 논리다."라고 말했다.

## 음모론의 특징
대부분의 음모론은 사회의 위기 상황이나 인간의 한계 상황, 혼란 때 많이 유포되며, 상상력에 의존한 음모론은, 일반적으로 일어나기 힘든 사건을 주관적으로 이해하려 하거나 또는 부정확한 정보들이 난무할 때, 이를 분석하는 과정에서 평소에 간과되었던 부분이 해당 대상과 관련점이나 유사점이 엿보일 때 이에 대해 과다하게 집중하면서 가정과 비약이 덧붙여져 만들어지는 것이 보통이다. 특히, 음모론을 주장하는 사람들의 주장 저변에는 '세상에 일어나는 모든 일엔 절대 우연이 없다'고 생각하는 경향이 많이 엿보인다. 즉, 지나치게 사건 진행 간의 개연성에 집착하다 그 과정에서 사건의 발생을 가능하게 한 요소들 중에서 우연적이었지만 또한 결정적이었던 요소는 일체 배제하고, 반대로 사건 발생 당대에는 여러 가지 이유로 간과된 가정들을 지나치게 맹신하고 근거로 삼는 부분이 많이 보인다. 하지만 음모론이라고 해서 다 믿을 수 없는 것은 아니다. 잘 알려진 음모론 중에 미국 정부가 매독 효과를 연구하기 위해 가난한 흑인들을 실험대상으로 했었다는 것이 있었는데, 이 음모론이 사실로 밝혀지면서 당시 미국 대통령 클린턴이 앨라배마주 터스키 지방으로 내려가 유족에게 사과를 하기도 하였다. 즉, 음모론은 감추어진 사건을 드러내는 순기능을 가지기도 한다.

## 비판
심리학자 이철우는 음모론의 심리를 ‘긍정적 피드백’ 현상이라고 말한다. ‘긍정적 피드백’이란 자기 가설에 부합하는 사실만 채택하고 맞지 않은 것은 버리는 심리행태를 지칭한 것이다. 그는 “원인과 결과를 확실히 알고 싶어하는 것이 보통 사람들의 심리인데, 사건의 해석이 쉽지 않은 경우 단순명쾌한 ‘음모론’이라는 블랙박스를 선호하는 경향이 나타난다”고 풀이했다.

## 사례
영국 주간 이코노미스트는 인터넷 검색엔진 구글에서 가장 인기를 끄는 ‘세계 10대 음모론’을 소개했다.
- 9·11테러 미국 정부 자작설

미국 정부가 2001년 알 카에다의 9·11 테러 계획을 알고 있었음에도 이를 묵인했다는 것이 골자다. 한발 더 나아가 미 정부가 테러를 직접 계획했거나 집행했다는 주장도 있다. 다큐멘터리 영화 ‘루스 체인지’는 이 음모론에 기름을 붓는 역할을 했다.
- ‘에어리어 51’ 외계인 거주설

민간인의 출입이 철저히 통제되는 미국 네바다주의 공군기지 ‘에어리어 51’에 외계인의 존재와 미확인비행물체(UFO)와 관련한 정보들이 숨겨져 있다는 설이다.
- 엘비스 생존설

‘로큰롤의 황제’ 엘비스 프레슬리(1935~1977)가 대중의 시선을 피하기 위해 죽음을 가장해 사라졌으며, 지금도 어딘가에 은거하고 있다는 내용이다.
- 아폴로 11호 달착륙 연출설

미·소 냉전의 절정기에 소련의 인공위성 ‘스푸트니크’호가 발사되자 뒤처질 것을 우려한 미국이 세트장에서 아폴로 11호의 달 착륙을 연출했다는 음모론이다.
- 셰익스피어 가공인물설

역사가 매우 오래 된 음모론이다. 셰익스피어가 실존 인물이 아니라는 설은 18세기부터 제기되어 왔다. 셰익스피어 작품의 실제 작가에 대해선 크리스토퍼 말로, 엘리자베스 1세, 프란시스 베이컨 등이 지목된 적이 있다.
- 예수 결혼설

예수가 막달라 마리아와 결혼해 아이를 낳았으며 그 후손이 오늘날에도 살아 있다는 설이다. 오랫동안 야사로 내려오다 소설 ‘다빈치 코드’를 통해 많은 사람에게 유포됐다. 이 음모론은 기독교계로부터 비판을 받는 음모론이기도 하다.
- 파충류 외계인 지구지배설

우주에서 온 파충류 인간이 비밀리에 세계를 조종하고 있다는 음모론이다. 이 파충류 외계인을 렙탈리안이라고 한다. 프리메이슨이 이 외계인들과 관련이 있다는 설이 있으며, 프리메이슨은 종교와 무관한 9세기 석공들의 조합에서 처음 비롯되었다.
- 에이즈 개발설

인종차별주의자들이 특정 지역의 인종을 몰살시키기 위해 고의적으로 에이즈를 만들었다는 주장이다. 2007년에는 리비아 정부가 자국 어린이들에게 에이즈 오염 혈액을 고의로 수혈했다는 혐의로 외국인 의료진을 종신형에 처했다가 석방하기도 했다.
- 존 F 케네디 암살 배후설

케네디는 1963년 텍사스주 댈러스에서 총격을 받고 숨졌다. 연방정부 공식조사기구인 워런위원회는 이 사건을 리 하비 오스왈드의 단독 범행이라고 결론지었지만, 오스왈드가 잭 루비에게 살해되면서 배후를 둘러싼 음모론은 계속 이어지고 있다. 배후에 대해선 미국과 소련의 정보기관인 CIA, KGB, 그리고 마피아가 단골로 등장한다.
- 다이애나 사망 영국 왕실 개입설

1997년 다이애나 전 영국 왕세자비가 교통사고로 숨질 당시 함께 사망한 이집트 출신 도디 알 파예드의 아버지 모하메드의 거듭된 주장이다. 모하메드는 왕세손 윌리엄의 친모인 다이애나가 무슬림과 결혼하는 것을 원치 않는 영국 왕실이 사건의 배후라고 말해왔다. 그는 특히 다이애나의 시아버지였던 필립 공을 암살 음모의 핵심으로 지목하고 있다.

## 그 외 사례
신종플루 음모론
미국 중앙정보국(CIA) 혹은 세계 보건 기구(WHO)에서 신종플루를 퍼뜨려 인구 증가를 억제한다는 음모론이다. 또한, 타미플루 제약회사 등에서 돈을 벌기 위해 평범한 독감 등을 과장하여 약 등을 팔았다는 음모론도 있다. 그러나 이 음모론도 신종플루가 자취를 거의 감추자 사라졌다.
나치 음모론
1945년 나치가 위험해지자 나치의 수반에서는 젊은 장교들을 해외로 도피시켜 그 국가의 정보국의 수반이 되게 해 나중에 독일제국의 부활을 만들게 했다는 음모론이다. 그래서 젊은 장교들은 반유태계 국가로 가서 그 정보국 수반이 되고 또 OSS(후에 CIA)와 KGB 등을 만들었다고 한다.
히틀러 생존설
1945년 히틀러는 자신이 패배한 걸 알고 아내인 에바 브라운과 함께 권총으로 자살한 걸로 알고 있다. 이에 음모론자는 그 시신은 히틀러의 디코이(Decoy)고 히틀러는 이미 아르헨티나로 도주를 했다고 한다. 이 주장을 밑받침 하는 근거가 한 영국 여성이 아르헨티나에 호텔에 히틀러와 에바 브라운을 봤다고 한다. 또 패망에 두려워진 히틀러는 스탈린에게 자신을 살려달라고 부탁을 했고 이에 스탈린은 수락을 했다고 한다. 세계 2차 대전이 끝난 뒤 소련이 돌연 유대인을 학살한 것을 이유로 들고 있다. 또 하나의 설은 어느날 히틀러에 관한 영상을 연합군 측이 발견했는데 거기서는 뉘른베르크에서 히틀러가 친위대의 배웅을 받고 비행기에 오르는 것이 보였다. 히틀러는 북극으로 갔다고 한다.
남극 기지설
뉴질랜드의 어떤 선원이 남극에서 독일 잠수함인 U보트를 봤다는 것이 시초가 되었다. 그렇게 되면서 히틀러의 생존설도 재조명을 받게 됐는데 일설에 의하면 히틀러가 패주해 남극과 북극, 지구 속, 달에 기지를 세우고 세계정복을 준비하고 있다고 한다. 또 나치가 남극에서 핵폭발 실험을 했다고 하는데 증거로 거론되는 것이 남극에서 일어난 지진이다. 남극은 판의 경계가 없는 지역으로 지진이 날 가능성이 거의 없지만 규모 6.5라는 지진이 일어나 호주 측에서 지진해일이 올까 주민을 대피시킨 사건이다.
슬랜더맨 납치설
검은 정장을 입은 사람이 어린이들을 납치한다는 설이며 한때 유명세를 타는듯 했지만 사실은 빅터 서지라는 사람이 합성한 사진과 지어낸 이야기가 발단이 돼서 시작된 이야기이다. 나중에 해당 이야기를 올린 빅터 서지가 사과를 했지만 한동안 네티즌들 사이에서 거짓 자료에 기밀문서 조작까지하면서 슬랜더맨이 사실인 것처럼 퍼트리는 소동이 없었다.
경종독살설
조선의 국왕 경종이 동생인 연잉군(영조)가 처방한 약을 먹은 직후 사망한 사실을 두고 영조가 경종을 독살했다는 음모론이 돌았고, 진위여부와는 별개로 영조가 제위하는 기간 내도록 이 독살 음모론을 믿고 반란이나 벽서, 비방사건 등 영조에게 반기를 드는 사건이 벌어졌다.
창조과학, 지적설계
과학자들이 세계적 권력을 가졌다거나, 진화를 부정하는 논문을 검열한다는 주장들을 음모론으로 내세우고 있으며 이를 벤 스타인등이 추방:허용되지 않는 지성이라는 제목의 음모론 영화까지 만들어냈다.
코로나19 백신 음모론 및 5G 음모론
mRNA방식의 화이자 또는 모더나 백신을 접종하면 유전자 변이가 일어난다거나, 백신에 들어있는 나노칩이 인체를 조종한다는 등의
설들이 퍼지고 있다.
또 영국에서는 5G 통신망이 대기중의 산소를 모두 빨아들여 DNA를 변형시키고 코로나19를 야기시킬 것이라는 등의 음모론이 확산돼 이를 믿는 음모론자들이 5G 기지국에 방화를 저지르는 사건이 벌어지기도 했다.

## 같이 보기
- 음모 (계획) & 흑막
- 음모론 일람(영어판)
- 딥스테이트 vs 수퍼피셜 스테이트(Superficial state)
- 카발 (세력)(영어판) - '카발라'에서 유래한 용어로서 주로 유대계 비밀결사 세력들을 일컫는다
- QAnon(큐어넌)
- 조지아 가이드스톤(영어판)
- 선전 (사회학) & 여론몰이
- 일루미나티 & 프리메이슨
- 그림자 정부 (음모론)
- 빌데르베르흐 회의(빌더버그 그룹)
- 에셜론(ECHELON)
  - 파인 갭
- 에어리어 51
- 지향성 에너지 무기(DEW, 살인광선)
- 국제유태자본
- 그림자 다극체제(shadow multipolar system) & 세력균형
- 조지 소로스 음모론(영어판)
- 신자유주의
  - 네오콘
  - 뉴라이트
- 군산 복합체(MIC)
- 제이드 헬름 15 음모론(영어판)
- 존 콜먼(영어판)
  - 300인 위원회
- 멘 인 블랙(MIB)
- MK울트라 계획 & 세뇌
- 도시전설
- 의사과학
- 창조과학 & 지적설계
- 히틀러 탱크